# Club Deportivo Tehuacan
Le C.D. Tehuacan était un club de football salvadorien, fondé en 1928. Le club était basé à Tecoluca, dans le Département de San Vicente.

## Histoire
Ce club n'a jamais évolué en première division.
En 2007 et 2008, le club évolue en deuxième division du championnat du Salvador.
En 2009, le club fusionne avec l'Independiente Nacional.